# انقلاب ۱۴ اکتبر
انقلاب ۱۴ اکتبر، شورشی مسلحانه از سوی جبهه آزادیبخش ملی (یمن جنوبی) و جبهه برای آزادی یمن اشغالی جنوبی (FLOSY) در برابر فدراسیون عربستان جنوبیِ تحت‌الحمایه بریتانیا بود که به پایه‌ریزی جمهوری خلق یمن جنوبی انجامید.
این شورش که تا اندازه‌ای برگرفته از ناسیونالیسم پان‌عرب جمال عبدالناصر بود در ۱۴ اکتبر ۱۹۶۳ با پرتاب یک نارنجک در گردهمایی دست‌اندرکاران انگلیسی در فرودگاه عدن آغاز شد.
سپس وضعیت اضطراری در مستعمره تاج که بریتانیا در عدن و سرزمین‌های درونی آن (کشور تحت‌الحمایه عدن) راه انداخت اعلام شد. وضعیت اضطراری در سال ۱۹۶۷ بیشتر شد و روند پایان چیرگی بریتانیا در این سرزمین که در سال ۱۸۳۹ آغاز شده بود را تندتر کرد.
زمینه
به عدن در آغاز در جایگاه یک ایستگاه در برابر دزدی دریایی برای پاسداری از کشتیرانی در راه‌های هندِ بریتانیا نگریسته می‌شد. با گشایش کانال سوئز در سال ۱۸۶۹، عدن بیشتر در جایگاه یک ایستگاه ذغال سنگ کار کرد.
در سال‌های پس از پیوست شدن عدن، بریتانیا پیمان‌های نگاهداری بسیاری را با امیران درون عدن امضا کرده بود تا فرمانروایی بریتانیا بر این سرزمین را بی‌گزند کند. پس از استقلال هند در سال ۱۹۴۷، ارزش عدن برای بریتانیا کمتر شد.
وضعیت اضطراری تا اندازه فراوانی از سوی انبوهی از ناسیونالیسم عربی که به شبه‌جزیره عربستان گسترش یافت و بیشتر از دکترین‌های سوسیالیستی و پان‌عربیستی رهبر مصر جمال عبدالناصر سرچشمه می‌گرفت، افزایش یافت.
نیروهای بریتانیا، فرانسه و اسرائیل که در پی ملی شدن کانال سوئز از سوی ناصر در سال ۱۹۵۶ به مصر لشگرکشی کرده بودند، در پی به میدان آمدن آمریکا و شوروی ناچار شدند برگردند.
ناصر با تلاشش در سال ۱۹۵۸ برای یکپارچه کردن مصر و سوریه که سه سال آینده به مرز فروپاشی رسید، کامیابی کمرنگی در گسترش دکترین پان‌عربیست خود در جهان عرب داشت.
اگرچه روشن نیست که ناصر تا چه اندازه مستقیماً شورش در عدن را برانگیخت، خیزش ضد استعماری در عدن در سال ۱۹۶۳ زمانی دیگر را برای پیاده شدن دکترین‌های او فراهم کرد. در برابر، گروه‌های چریکی یمنی دیدگاه‌های پان‌عربیست ناصر در دلشان افکنده می‌شد ولی خودشان بی‌وابستگی کار می‌کردند.